# Tephrocactus verschaffeltii
Tephrocactus verschaffeltii es una especie fanerógama perteneciente a la familia Cactaceae.

## Descripción
Es un cactus arbustivo, de hasta 30 cm de longitud con tallos de hasta 1 dm de largo con hojas rudimentarias persistentes de hasta 3 cm de largo y de  0 a 5 espinas, de hasta 5 cm de largo. Tiene flores rojas de 4 cm de ancho seguido de frutos con espinos.

## Distribución
Se encuentra en  Bolivia en (La Paz) y Argentina en (Catamarca).

## Taxonomía
Tephrocactus verschaffeltii fue descrita por (Cels ex F.A.C.Weber)  D.R.Hunt & Ritz y publicado en Cactaceae Syst. Init. 25: 27 (2011).
Etimología
verschaffeltii: epíteto otorgado en honor del botánico belga, Ambroise Colette Alexandre Verschaffelt.
Sinonimia
- Cylindropuntia hypsophila
- Cylindropuntia haematacantha
- Austrocylindropuntia haematacantha
- Opuntia posnanskyana
- Austrocylindropuntia steiniana
- Opuntia steiniana
- Maihueniopsis verschaffeltii
- Austrocylindropuntia verschaffeltii var. hypsophila
- Austrocylindropuntia inarmata
- Opuntia verschaffeltii var. hypsophila
- Opuntia hypsophila
- Opuntia digitalis
- Opuntia verschaffelti var. digitalis
- Cylindropuntia verschaffeltii
- Opuntia verschaffeltii
- Austrocylindropuntia hypsophila[5][6]

## Más información
- Morfología de los cactus
- Terminología descriptiva de las plantas